# 乌札
乌扎（英語 : al-Uzza；阿拉伯語 : العزى‎）意为“全能的”，被認為是金星女神、豐饒女神，亦是強大的女神，麥加三女神之一。阿拉伯人在發動戰爭前會向她祈求保衛與勝利，从纪元前1000年以来在西奈半岛、纳巴泰和利希安诸国、萨穆德（Thamud）阿拉伯人等就有关于她的记载。但北部碑铭不见记载，说明她在这一地区可能与鲁达相等。而在南方碑铭上则不见有关于鲁达的记载。